# Cesare Jonni
Cesare Jonni (Macerata, 1917. január 21. – Macerata, 2008. július 11.) olasz nemzetközi labdarúgó-játékvezető. Polgári foglalkozása könyvelő.

## Pályafutása

### Sportolóként
Versenyszerűen űzte az atlétikát, több eredményt ért el, elismerő érmet kapott távgyaloglásban. 1946-ban a játékvezetői elfoglaltsága miatt végleg felhagyott az atlétikával.

### Nemzeti játékvezetés
1943-ban vizsgázott. Véletlenül lett játékvezető, a katonai szolgálatból szabadságon volt, amikor néhány barátja rábeszélte a játékvezetői tanfolyam elvégzésére. 1944-től további vizsgák letételét követően, a vidéki Labdarúgó-szövetség (FAI) hatáskörében szerezte meg a szükséges tapasztalatokat. 1948-ban lett a Seria A játékvezetője. A nemzeti játékvezetéstől 1964-ben vonult vissza. Első ligás mérkőzéseinek száma: 263. Pályafutása végéig ő tartotta az olasz játékvezetési csúcsot, Concetto Lo Bello előzte meg 328 bajnoki mérkőzés vezetésével.

#### Nemzeti kupamérkőzések
Vezetett kupadöntők száma: 1.

##### Olasz labdarúgókupa
| Időpont          | Helyszín                 | Mérkőzés típusa | Mérkőzés                   | Eredmény |
| ---------------- | ------------------------ | --------------- | -------------------------- | -------- |
| 1959. június 10. | San Siro Stadion, Milánó | döntő           | Juventus FC–Internazionale | 4 : 1    |

### Nemzetközi játékvezetés
Az Olasz labdarúgó-szövetség Játékvezető Bizottsága (JB) terjesztette fel nemzetközi játékvezetőnek, a Nemzetközi Labdarúgó-szövetség (FIFA) 1954-től tartotta nyilván bírói keretében. Több nemzetek közötti válogatott és klubmérkőzést vezetett vagy működő társának partbíróként segített. Az olasz nemzetközi játékvezetők rangsorában, a világbajnokság-Európa-bajnokság sorrendjében többedmagával a 22. helyet foglalja el 5 találkozó szolgálatával. Az aktív nemzetközi játékvezetéstől 1964-ben búcsúzott. Válogatott mérkőzéseinek száma: 19.

#### Labdarúgó-világbajnokság
A világbajnoki döntőhöz vezető úton Svédországba a VI., az 1958-as labdarúgó-világbajnokságra és Chilébe a VII., az 1962-es labdarúgó-világbajnokságra a FIFA JB bíróként alkalmazta. 1958-ban Ázsia (AFC) zónában is vezetett selejtező mérkőzést. 1962-ben a FIFA JB elvárásának megfelelően, ha nem működik játékvezetőként, akkor valamelyik társának partbíróként segített. Kettő csoportmérkőzésen és az egyik elődöntőben volt partbíró. Az egyik csoportmérkőzésen első számú pozícióba jelölték, játékvezetői sérülés esetén továbbvezethette volna a találkozót. A világbajnokság egyik legfelkészültebb játékvezetője volt. Világbajnokságokon vezetett mérkőzéseinek száma: 1 + 3 (partbíró).

##### 1958-as labdarúgó-világbajnokság

###### Selejtező mérkőzés
| Időpont            | Helyszín                  | Mérkőzés típusa                    | Mérkőzés                | Eredmény | Nézők száma |
| ------------------ | ------------------------- | ---------------------------------- | ----------------------- | -------- | ----------- |
| 1957. május 12.    | Központi Stadion, Jakarta | AFC zóna előselejtező (1. csoport) | Indonézia–Kína          | 2 : 0    |             |
| 1957. november 10. | JNA Stadion, Belgrád      | előselejtező (7. csoport)          | Jugoszlávia–Görögország | 4 : 1    | 45 000      |

##### 1962-es labdarúgó-világbajnokság

###### Selejtező mérkőzés
| Időpont            | Helyszín               | Mérkőzés típusa             | Mérkőzés              | Eredmény | Nézők száma |
| ------------------ | ---------------------- | --------------------------- | --------------------- | -------- | ----------- |
| 1961. november 23. | Városi Stadion, Madrid | Európa/Afrika zónaselejtező | Spanyolország–Marokkó | 3 : 2    |             |

###### Világbajnoki mérkőzés
| Időpont         | Helyszín                       | Mérkőzés típusa              | Mérkőzés            | Eredmény | Nézők száma |
| --------------- | ------------------------------ | ---------------------------- | ------------------- | -------- | ----------- |
| 1962. június 6. | Carlos Dittborn Stadion, Arica | csoportmérkőzés (A. csoport) | Szovjetunió–Uruguay | 2 : 1    | 10 000      |

#### Labdarúgó-Európa-bajnokság
Az európai-labdarúgó torna döntőjéhez vezető úton Franciaországba az I., az 1960-as labdarúgó-Európa-bajnokságra és Spanyolországba az II., az 1964-es labdarúgó-Európa-bajnokságra az UEFA JB játékvezetőként foglalkoztatta.

##### 1960-as labdarúgó-Európa-bajnokság

###### Európa-bajnoki mérkőzés
| Időpont         | Helyszín                     | Mérkőzés típusa | Mérkőzés                    | Eredmény | Nézők száma |
| --------------- | ---------------------------- | --------------- | --------------------------- | -------- | ----------- |
| 1960. július 6. | Vélodrome Stadion, Marseille | egyik elődöntő  | Csehszlovákia–Szovjetunió   | 0 : 3    | 25 184      |
| 1960. július 9. | Vélodrome Stadion, Marseille | bronzmérkőzés   | Csehszlovákia–Franciaország | 2 : 0    | 9 438       |

##### 1964-es labdarúgó-Európa-bajnokság

###### Selejtező mérkőzés
| Időpont         | Helyszín                  | Mérkőzés típusa    | Mérkőzés                     | Eredmény | Nézők száma |
| --------------- | ------------------------- | ------------------ | ---------------------------- | -------- | ----------- |
| 1963. május 30. | San Mamés Stadion, Bilbao | egyik nyolcaddöntő | Spanyolország–Észak-Írország | 1 : 1    | 27 960      |

###### Európa-bajnoki mérkőzés
| Időpont           | Helyszín                       | Mérkőzés típusa   | Mérkőzés                   | Eredmény | Nézők száma |
| ----------------- | ------------------------------ | ----------------- | -------------------------- | -------- | ----------- |
| 1964. április 25. | Yves-du-Manoir Stadion, Párizs | egyik negyeddöntő | Franciaország–Magyarország | 1 : 3    | 35 274      |

#### Olimpiai játékok
Az 1960. évi nyári olimpiai játékok labdarúgó tornájának mérkőzésein a FIFA JB bíróként foglalkoztatta.

##### 1960. évi nyári olimpiai játékok
| Időpont             | Helyszín               | Mérkőzés típusa              | Mérkőzés             | Eredmény | Nézők száma |
| ------------------- | ---------------------- | ---------------------------- | -------------------- | -------- | ----------- |
| 1960. augusztus 26. | Comunale Stadion, Róma | csoportmérkőzés (A. csoport) | Bulgária–Törökország | 3 : 0    | 3 000       |
| 1960. szeptember 1. | Flaminio Stadion, Róma | csoportmérkőzés (A. csoport) | Jugoszlávia–Bulgária | 3 : 3    | 15 000      |

#### Nemzetközi kupamérkőzések

##### Kupagyőztesek Európa-kupája
| Időpont           | Helyszín                          | Mérkőzés típusa   | Mérkőzés          | Eredmény |
| ----------------- | --------------------------------- | ----------------- | ----------------- | -------- |
| 1964. március 18. | Hungária körúti Stadion, Budapest | egyik negyeddöntő | MTK–Fenerbahçe SK | 1 : 0    |

#### A magyar labdarúgó-válogatott mérkőzései (1902–1929)
| Időpont           | Helyszín                         | Mérkőzés típusa          | Mérkőzés                   | Eredmény | Nézők száma |
| ----------------- | -------------------------------- | ------------------------ | -------------------------- | -------- | ----------- |
| 1956. október 7.  | Yves-du-Manoir Stadion, Colombes | 333. válogatott mérkőzés | Franciaország–Magyarország | 1 : 2    | 59 457      |
| 1959. október 11. | Hadsereg (JNA) Stadion, Belgrád  | 358. válogatott mérkőzés | Jugoszlávia–Magyarország   | 2 : 4    | 55 000      |
| 1961. február 17. | Nemzetközi Stadion, Kairó        | 368. válogatott mérkőzés | Egyiptom–Magyarország      | 0 : 2    | 50 000      |
| 1961. május 28.   | Népstadion, Budapest             | 372. válogatott mérkőzés | Magyarország–Wales         | 3 : 2    | 40 000      |

## Sikerei, díjai
1959-ben az Olasz Labdarúgó-szövetség JB pályafutásának elismeréseként a Dr. Giovanni Mauro alapítvány elismerő díjával jutalmazta.